# Grosser Preis des Kantons Aargau 1997
Il Grosser Preis des Kantons Aargau 1997, trentaquattresima edizione della corsa, si svolse il 4 maggio su un percorso di 197 km, con arrivo a Gippingen. Fu vinto dal tedesco Udo Bölts della Team Deutsche Telekom davanti al belga Andrei Tchmil e al russo Dmitrij Konyšev.

## Ordine d'arrivo (Top 10)
| Pos. | Corridore          | Squadra                 | Tempo    |
| ---- | ------------------ | ----------------------- | -------- |
| 1    | Udo Bölts          | Team Deutsche Telekom   | 4h37'07" |
| 2    | Andrei Tchmil      | Lotto-Mobistar-Isoglass | a 1"     |
| 3    | Dmitrij Konyšev    | Roslotto-ZG Mobili      | s.t.     |
| 4    | Giuseppe Di Grande | Mapei-GB                | s.t.     |
| 5    | Vjačeslav Ekimov   | US Postal Service       | s.t.     |
| 6    | Roberto Petito     | Saeco                   | s.t.     |
| 7    | Bjarne Riis        | Team Deutsche Telekom   | s.t.     |
| 8    | Beat Zberg         | Mercatone Uno           |          |
| 9    | Christian Henn     | Deutsche Telekom        |          |
| 10   | Cristian Gasperoni | Scrigno-Gaerne          |          |